# The Book of Clarence
The Book of Clarence (auch Pins and Needles) ist ein Film von Jeymes Samuel. Der Film ist von klassischen Hollywood-Epen inspiriert, die in biblischen Zeiten spielen. The Book of Clarence feierte im Oktober 2023 beim London Film Festival seine Premiere und kam am 12. Januar 2024 in die US-amerikanischen Kinos.

## Handlung
In einer Zeit, als sich Jesus von Nazaret in der Stadt Jerusalem aufhält und Wunder bewirkt, verdient der nur wenig an Wohltaten interessierte Clarence seinen Lebensunterhalt mit dem Verkauf von Gras. Sein Zwillingsbruder Thomas ist einer der zwölf Apostel Jesu und verließ die Familie, obwohl ihre Mutter schwer krank war. Clarence konnte ihm das nie verzeihen und glaubt, dass Jesus ein Betrüger ist. 
Clarence schuldet Jedediah Geld, das er für ein Wagenrennen brauchte, dabei jedoch gegen die knallharte Maria Magdalena verlor. In der Hoffnung, Jedediah werde ihm die Schulden erlassen, wenn er zu einem Gottesmann wird, versucht Clarence der 13. Apostel zu werden. Johannes der Täufer ist von dieser Idee nicht begeistert, Judas Iscariot jedoch schlägt vor, Clarence solle seine ernsthaften Absichten unter Beweis stellen und eine ehrenvolle Tat vollbringen. Daher begibt er sich gemeinsam mit seinen besten Freunden Elijah und Zeke zur Unterkunft der Gladiatoren, um diese aus der Gewalt des Sklavenhändlers zu befreien.

## Produktion

### Regie und Drehbuch
Regie führte Jeymes Samuel aka The Bullitts, der auch das Drehbuch schrieb und den Film mit Jay-Z, James Lassiter und Tendo Nagenda produzierte. Samuel begann kurz nach dem Jahrtausendwechsel Ideen für die Geschichte von The Book of Clarence aufzuschreiben, schrieb das vollständige Drehbuch aber erst im Jahr 2017. Der Film ist Regina Kings im Jahr 2022 verstorbenen Sohn Ian Alexander Jr. gewidmet, der  an der Musik mitarbeitete.

### Besetzung und Dreharbeiten
Lakeith Stanfield und RJ Cyler, die im Film in der Titelrolle als Clarence und dessen bester Freund Elijah zu sehen sind, spielten bereits in Samuels Spielfilmregiedebüt The Harder They Fall. Stanfield spielt auch Clarences Zwillingsbruder Thomas, einen der Jünger Jesu. Micheal Ward spielt Judas Iscariot, einen weiteren seiner Apostel. Jesus selbst wird von Nicholas Pinnock gespielt, während Alfre Woodard in der Rolle seiner Mutter, der Jungfrau Maria, und David Oyelowo als Johannes der Täufer zu sehen sind. Caleb McLaughlin und Omar Sy spielen Zeke und Barabbas, zwei weitere von Clarences Freunden. Babs Olusanmokun ist in der Rolle des Clubbesitzers Jedediah zu sehen, dem er Geld schuldet, und Anna Diop in der Rolle von dessen Schwester Varinia, in die Clarence verliebt ist. Der irische Schauspieler Tom Vaughan-Lawlor spielt den römischen Centurio und James McAvoy den Statthalter Pontius Pilatus, der die römische Armee befehligt und eine harte Linie gegen Wundertäter verfolgt. Teyana Taylor verkörpert Maria Magdalena. In weiteren Rollen sind Benedict Cumberbatch als Benjamin und Marianne Jean-Baptiste als die Mutter von Clarence zu sehen.
Die Dreharbeiten wurden Anfang Dezember 2022 in Italien begonnen und fanden überwiegend in Matera im Süden des Landes statt. Die Stadt diente Jerusalem als Kulisse. Als Kameramann fungierte der Brite Rob Hardy, der zuletzt für den Actionfilm The Man from Toronto von Patrick Hughes und das Horrordrama Men – Was dich sucht, wird dich finden von Alex Garland tätig war.

### Verwendete Musik und Soundtrack-Alben
Regisseur Jeymes Samuel, der in der Musikwelt unter seinem Künstlernamen The Bullitts bekannt ist, komponierte und schrieb für den Film auch alle neuen Soul- und Hip-Hip-Songs, einige davon gemeinsam mit Künstlern wie Jay-Z, mit dem er bereits für The Harder They Fall zusammenarbeitete, bei dem er ebenfalls für die Musik verantwortlich zeichnete. Weitere im Film verwendete Musikstücke stammen von dem jamaikanischen Dancehall-Deejay Shabba Ranks und von Jorge Ben Jor, einem der bekanntesten Vertreter der Música Popular Brasileira. Zudem zu hören ist das Lied Jizu der nigerianischen Afrobeat-Singer-Songwriterin Adekunle Gold. Auch Funk-Klassiker wie I Believe in Miracles von den Jackson Sisters und Nights Over Egypt von den Jones Girls werden im Film verwendet. Ende November 2023 veröffentlichte Roc Nation Records mit Hallelujah Heaven den ersten Song des Soundtracks als Download. Auf dem am 12. Januar 2024 von Roc Nation Records veröffentlichten Album mit den Filmsongs finden sich auch Künstler wie Jay-Z und Kid Cudi. Ein separates Soundtrack-Album mit insgesamt 28 Stücken von Samuels Filmmusik soll am 12. Januar 2024 von Milan Records veröffentlicht werden.

### Marketing und Veröffentlichung
Der erste Trailer wurde Ende August 2023 vorgestellt. Die Weltpremiere fand am 11. Oktober 2023 beim London Film Festival statt. Der Vertrieb wird von Sony Pictures abgewickelt. Ende November 2023 veröffentlichte Sony Pictures den zweiten Trailer. Der Kinostart in den USA erfolgte am 12. Januar 2024, nachdem dieser zuvor am 22. September 2023 geplant war. Am 22. Februar 2024 kommt der Film in die Deutschschweizer Kinos.

## Rezeption

### Kritiken
Von den auf der Website Rotten Tomatoes aufgeführten Kritiken sind 66 Prozent positiv und führen zu einer Durchschnittswertung von 6,1 von 10 möglichen Punkten. Auf der Website Metacritic erhielt The Book of Clarence eine Bewertung von 64 von 100 möglichen Punkten, basierend auf vier ausgewerteten englischsprachigen Kritiken. Dies entspricht allgemein positive Rezensionen („generally favorable“ reviews).

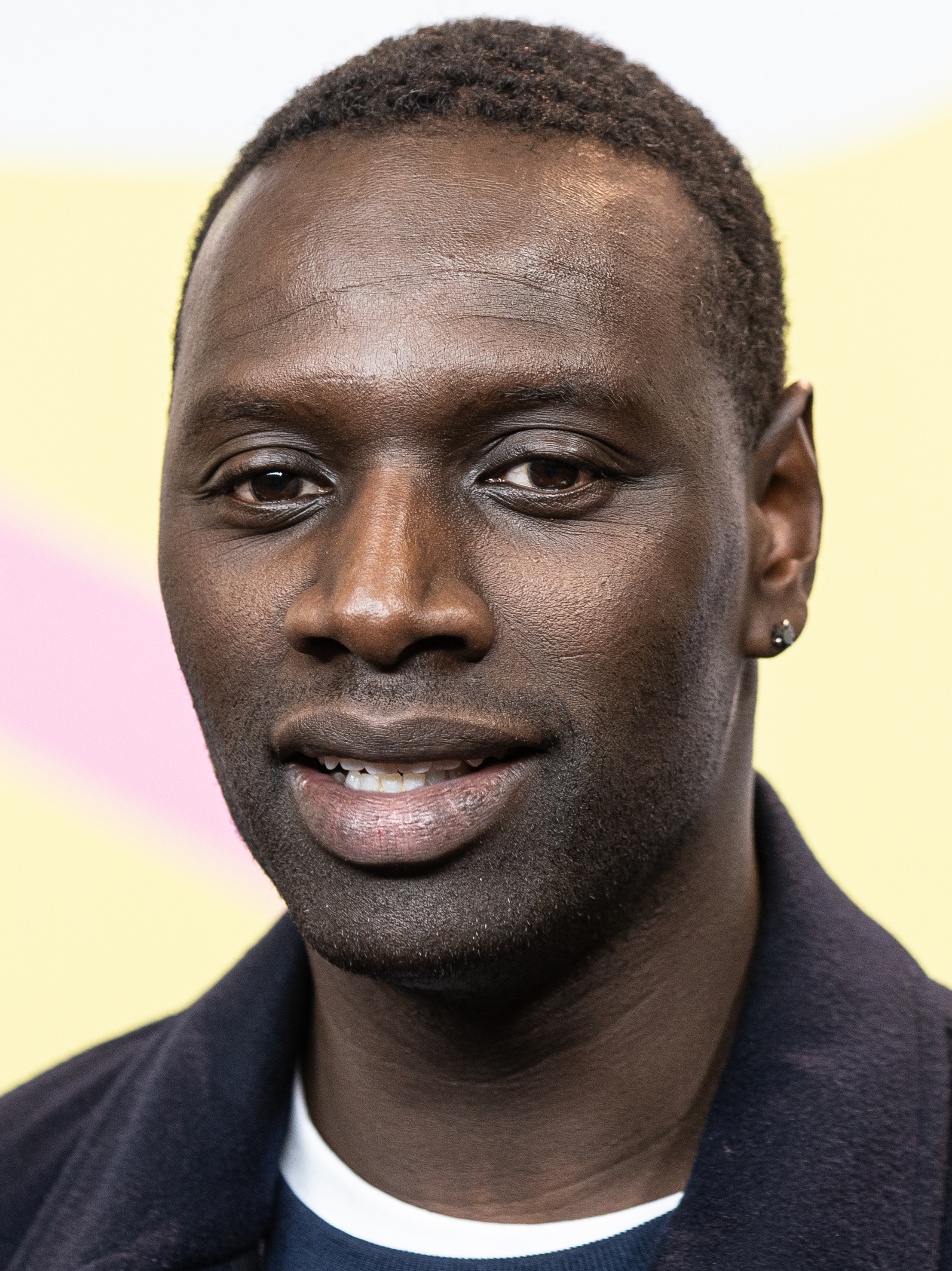
Omar Sy spielt Barabbas, einen ehemaligen Gladiator und nun Bodyguard von Clarence

Josh Slater-Williams beschreibt The Book of Clarence in seiner Kritik bei IndieWire als teils Glaubensdrama, teils Kifferkomödie, teils Superheldengeschichte und teils Musical. Im Gegensatz zu Das Leben des Brian oder Martin Scorseses Die letzte Versuchung Christi dürfte Jeymes Samuels „Überarbeitung“ des Neuen Testaments niemanden christlichen Glaubens beleidigen. The Book of Clarence füge den letzten Tagen Christi eine zeitgemäße, allegorische Note hinzu und lege mehr Wert auf die Unterhaltung denn auf das Religiöse. Dennoch sei in The Book of Clarence die Liebe zu biblischen oder bibelnahen Filmen wie Die Zehn Gebote, Das Gewand und Die größte Geschichte aller Zeiten spürbar. Slater-Williams bemerkt zudem Referenzen an weitere Filme wie auf Ridley Scotts Gladiator, eine Anspielung auf Mel Gibsons Braveheart und an Ben Hur, als Clarence und Elijah bei einem Wagenrennen gegen Maria Magdalena antreten, das hier jedoch durch die Straßen Jerusalems stattfindet und gefilmt worden sei, als stamme es aus einem Film der Fast-&-Furious-Reihe.
Peter Osteried, Filmkorrespondent der Gilde deutscher Filmkunsttheater, erklärt in seiner Kritik, Samuels zeige drei Versionen des Messias, den wahren Jesus, einen Jesus, wie er auf christlich geprägten Gemälden zu sehen ist, und einen falschen Messias. Die Schauspieler seien durch die Bank hervorragend, die Dialoge, die Samuel ihnen liefert, seien Gold für sie. Sie würden den Film tragen, wenn er mäandert und vom Weg abkommt.

### Auszeichnungen
Black Reel Awards 2025
- Nominierung für die Besten Kostüme (Antoinette Messam)
- Nominierung für die Besten Haare und das beste Make-up (Allison Lacour, Wayne Jolla Jr. und Yolanda Mercadel)[23]

Costume Designers Guild Awards 2025
- Nominierung für die Besten Kostüme in einem historischen Film (Antoinette Messam)[24]

NAACP Image Awards 2025
- Nominierung für die Beste Regie (Jeymes Samuel)
- Nominierung für die Beste Kamera (Rob Hardy)
- Nominierung für das Soundtrack/Compilation-Album
- Nominierung für die Beste Filmmusik
- Nominierung als Bestes Schauspielensemble
- Nominierung für das Beste Make-Up (Matiki Anoff)[25]

National Film Awards 2024
- Auszeichnung als Bester internationaler Film[26]